# 王子グループ

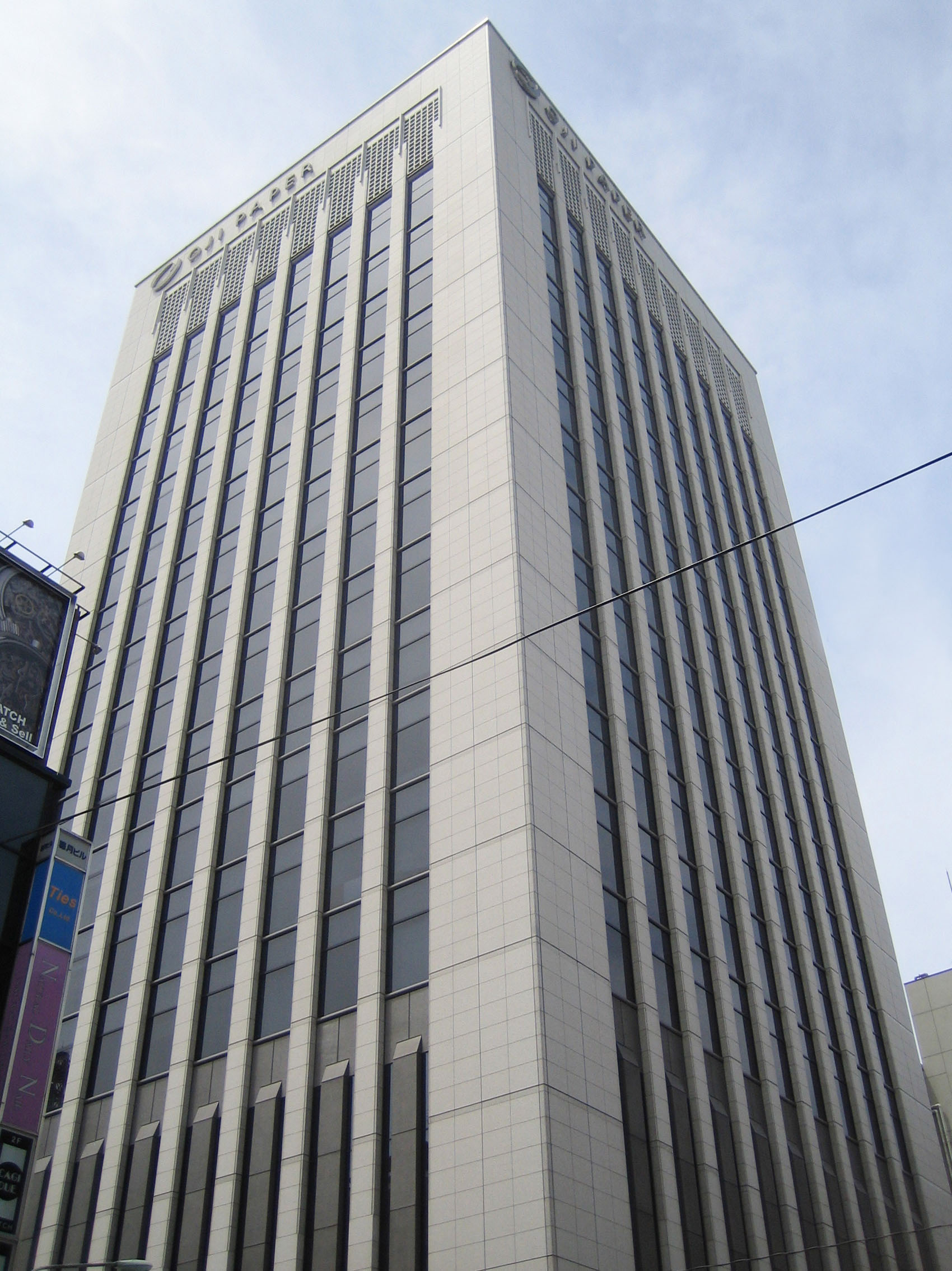
王子グループの中核施設である「本館」

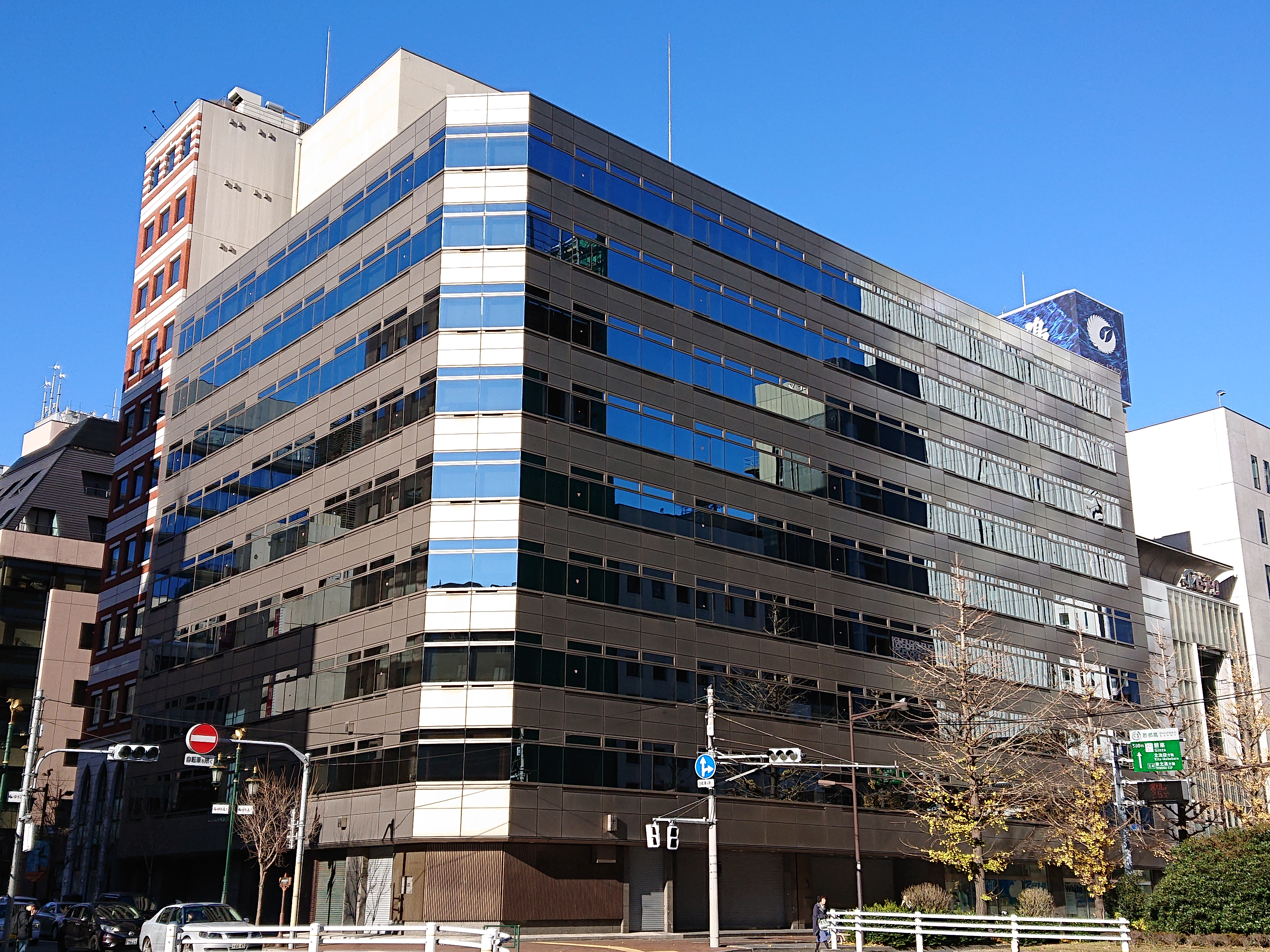
王子ホールディングスの本社が入居する「1号館」

王子グループ（おうじグループ、英: Oji Group）は純粋持株会社の王子ホールディングス（王子HD）、事業子会社の王子製紙（4代）や王子ネピア等を中核とする日本最大手の総合製紙企業グループである。

## 概要
グループは「産業資材」「生活消費財」「機能材」「資源環境ビジネス」「印刷情報メディア」の5つのカンパニーと、「コーポレートマネジメントグループ」「シェアードサービス会社群」の事業体制（王子HD、連結子会社314社と関連会社59社）で構成される（2025年3月末現在）。

### 年表
参照：

#### 1940年代
- 1949年8月1日 - 過度経済力集中排除法に基づく初代王子製紙の後継会社の一つとして、苫小牧製紙株式会社が発足。また初代王子製紙より、室蘭埠頭、日露木材、雨龍電力、日本農林の経営権を承継。
- 1949年12月16日 - 苫小牧製紙が株式を新規上場[3]。

#### 1950年代
- 1952年6月1日 -「財閥商号の使用の禁止等に関する政令」（昭和25年政令第7号）の廃止[注 1]に伴い、苫小牧製紙が王子製紙工業株式会社へ商号変更。
- 1959年12月18日 - 不動産業の新会社として、王子不動産を設立。

#### 1960年代
- 1960年4月 - 王子製紙工業が北越製紙（現：北越コーポレーション）と資本業務提携。
- 1960年11月24日 - 初代王子製紙の清算結了。
- 1960年12月1日 - 王子製紙工業が、2代目王子製紙株式会社に商号変更。
- 1961年3月14日 - 製紙業の新会社として、春日井紙業を設立。
- 1961年10月12日 - 倉庫業の新会社として、王子運輸倉庫を設立。
- 1961年11月15日 - 製袋業の新会社として、春日井製袋を設立。
- 1962年5月 - 苫小牧林産加工が、王子林産工業に商号変更。
- 1962年8月11日 - 小売業の新会社として、王子サービスセンターを設立。
- 1963年3月1日 - ホテル業の新会社として、ホテルトマコマイを設立。
- 1963年6月24日 - 王子製紙が大手総合商社の三井物産と共同で、王子コーンスターチを設立。
- 1964年10月9日 - 鉄骨製造業の新会社として、王子工営（現：王子エンジニアリング）を設立。
- 1965年7月1日 - 日露木材と篠原山林の合併により、王子木材を設立。
- 1966年7月1日 - 醸造業の関連会社の関東醸造が、永昌源に商号変更。
- 1967年10月 - 食品製造業の新会社として、北海道サーモンを設立。苫小牧市若草町の王子総合病院

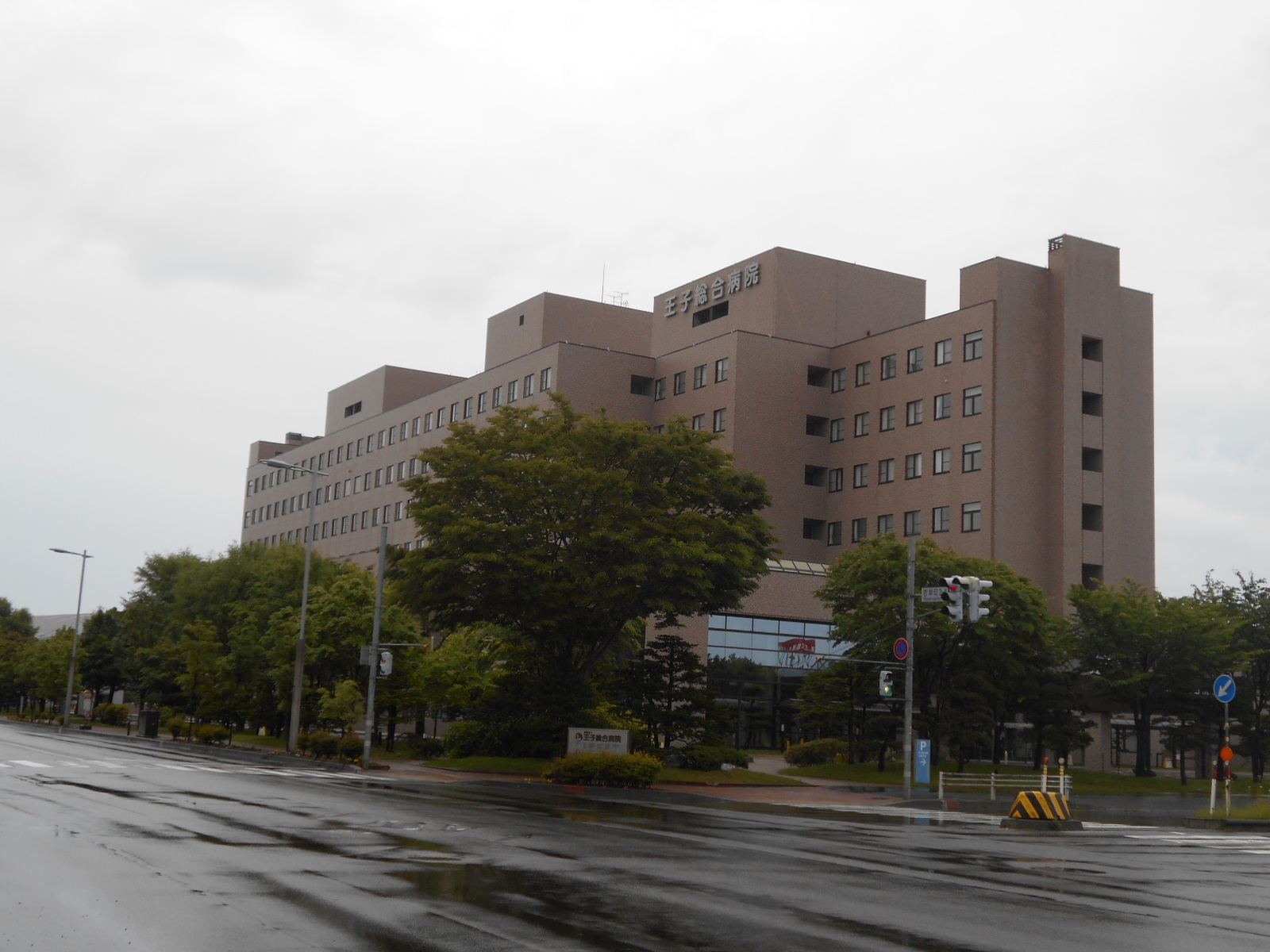
苫小牧市若草町の王子総合病院

- 1967年10月1日 - 王子総合病院が医療法人として独立。
- 1968年1月10日 - 王子製紙、十條製紙、本州製紙、神崎製紙が共同貿易商社として、王子連合通商（現：国際紙パルプ商事）を設立。
- 1968年4月 - 有恒製袋と林商会の合併により、林・有恒を設立。
- 1969年2月 - 王子製紙と北日本製紙が、販売業務に係る業務提携を締結。
- 1969年2月 - 王子製紙と三菱油化（後の三菱化学）が、合成紙開発の業務提携。
- 1969年3月 - 王子製紙、十條製紙、本州製紙の3社間で原材料関係の業務提携。
- 1969年5月10日 - 王子製紙が三菱油化と共同で、王子油化合成紙研究所を設立。
- 1969年6月 - 北海道サーモンが、王子サーモンに商号変更。
- 1969年11月 - 安倍川工業（現：王子エフテックス）に資本参加。

#### 1970年代
- 1970年4月1日 - グループ内における合併を実施。

| ① 鹿越鉱業と手稲採石が合併、王子鉱業を設立。 ③ 王子運輸倉庫と王子中之島倉庫が合併。 ⑤ 王子林産工業と弥生ブロックが合併。 |  | ② 王子木材と菱中林業が合併。 ④ 春日井製袋と春日井紙業が合併、王子紙工を設立。 |

- 1970年5月25日 - 王子製紙が三菱油化と共同で、王子油化合成紙を設立。
- 1970年8月 - 王子製紙が国際事業の初進出として、シアトルにOji USAを設立。
- 1970年9月1日 - 王子製紙が、北日本製紙を吸収合併。
- 1971年3月19日 - ティッシュ販売事業の新会社として、王子ティッシュ販売（後のネピア）を設立。
- 1971年4月 - 王子製紙のマレーシア法人として、Oji Malaysia Plantation Co., Ltd.を設立。
- 1971年5月3日 - 王子製紙、国策パルプ工業（後の山陽国策パルプ）、Carter Consolidated（ニュージーランド）が共同で、Carter Oji Pan Pacificを設立。
- 1971年7月1日 - 王子林産工業が、王子建材工業に商号変更。
- 1971年12月 - 王子製紙、王子コーンスターチ、三井物産、NSC社（米国）が共同で、王子ナショナルを設立。
- 1971年12月1日 - 安倍川工業と佐野製紙が合併。
- 1972年3月14日 - 王子製紙が凸版印刷（現：TOPPANホールディングス）と共同で、アピカを設立。
- 1973年1月 - 王子油化合成紙研究所と王子油化合成紙が合併。
- 1973年1月 - 王子製紙、日本パルプ工業、中越パルプ工業が高級白板紙の技術協定。
- 1973年1月18日 - 王子製紙、東海パルプ、東洋パルプが業務提携。
- 1973年7月25日 - ホテルトマコマイの事業を吸収したホテル事業新会社として、ホテルニュー王子を設立。
- 1973年10月 - 王子運輸倉庫と瀬古運輸が合併。
- 1973年12月1日 - 王子造林が、王子緑化に商号変更。
- 1974年3月13日 - 王子製紙がP・G社（カナダ）と、両更クラフト紙の長期輸入契約を締結。
- 1974年6月 - 林・有恒が、王子製袋へ商号変更。
- 1974年6月 - 王子紙工の仕上選別部門を、王子紙業として分社化。
- 1975年2月1日 - 王子製紙が三菱油化と共同で、王子油化合成紙販売を設立。
- 1975年4月1日 - 王子製紙がBeiersdorf AG（旧西ドイツ[注 2]）と共同で、テサ王子を設立。
- 1976年2月 - 王子製紙が山陽国策パルプ（現：日本製紙）と共同で、勇払埠頭を設立。
- 1976年3月1日 - 王子製紙がほくさん[注 3]と共同で、苫小牧共同酸素を設立。
- 1976年3月22日 - 倉庫業の新会社として、王子品川倉庫を設立。
- 1979年3月1日 - 王子製紙が、日本パルプ工業を吸収合併。

#### 1980年代
- 1980年4月 - 王子製紙の工作部門を、同社子会社の王子工営に移譲。
- 1980年10月1日 - 王子紙業の地域子会社として、日南王子紙業と米子王子紙業を設立。
- 1981年2月2日 - 米子市に地域会社として、米子王子サービスが設立。
- 1981年4月1日 - 王子運輸倉庫、王子品川倉庫、日パ流通の3社が合併。
- 1982年1月1日 - 王子油化合成紙と王子油化合成紙販売が合併。
- 1982年4月1日 - 日南王子紙業と日南紙工が合併。
- 1982年9月1日 - 加工品事業の新会社として、王子化工を設立。
- 1982年10月1日 - グループ再編を実施。

| ① 王子緑化が、王子鉱業を吸収合併。 ③ 日本海貿易を事業整理ののち、清算。 |  | ② 米子王子紙業が、米子紙工を吸収合併。 |

- 1983年1月1日 - 王子化工が王子テープ、王子包装資材、王子紙工の3社を合併。
- 1983年2月5日 - 王子製紙がインドネシアの現地企業と、技術援助契約を締結。
- 1983年10月 - アピカと日章が合併。
- 1984年4月23日 - 王子製紙が徳山曹達（現：トクヤマ）と共同で、苫小牧化学を設立。
- 1987年9月1日 - 王子ティッシュ販売が、ネピアに商号変更。
- 1988年3月31日 - 王子製紙がCanfor Corporation（カナダ）と共同で、HSPPを設立。
- 1989年4月1日 - 王子製紙が、東洋パルプを吸収合併。

#### 1990年代
- 1990年4月25日 - 王子製紙とGearbulk Holding AG（ノルウェー）が、HSPP新聞用紙輸送契約を調印。
- 1991年1月 - 王子製紙とChampion International, USA（米国）が、ダグラスファーチップ輸入契約を締結。
- 1991年3月1日 - 王子製紙がカナダ法人として、Oji Paper Canada Ltd.を設立。
- 1991年4月 - 王子製紙と日本NCRが、再生紙ペーパーロールを共同開発。
- 1991年 - 王子製紙が山陽国策パルプと共同で、ニュージーランドに山林保有会社を4社設立。
- 1993年8月11日 - 王子製紙が、オーストラリアに植林事業の合弁会社を設立。
- 1993年9月 - 王子コーンスターチが、王子ナショナルとの合弁事業を解消。
- 1993年10月 - 王子製紙とAdvance Agro社（タイ）が、コート紙製造の技術援助契約を締結。
- 1993年10月1日 - 王子製紙が神崎製紙を吸収合併の上、新王子製紙株式会社に商号変更。
- 1993年10月25日 - 王子ホールを法人化。
- 1994年11月30日 - 新王子製紙が、雨龍建設の株式60.0%を取得。
- 1995年5月1日 - 新王子製紙の上海事務所が業務開始。
- 1995年5月4日 - クイニョン植林が、ベトナムに現地企業との合弁会社を設立。
- 1995年10月1日 - 丸彦渡辺建設が、雨龍建設を吸収合併。
- 1996年1月15日 - 王子油化合成紙の米国法人として、YUPO CORPORATIONを設立。
- 1996年2月 - 新王子製紙が北王の株式80.0%を取得。
- 1996年4月1日 - 新王子製紙が米子加工製紙の株式55.0%を、中越パルプ工業に譲渡。
- 1996年7月1日 - 新王子製紙の販売子会社として、王子タック販売を設立。
- 1996年7月1日 - 新王子製紙のテクセル事業を、同社子会社のネピアに統合。
- 1996年9月1日 - 機能材事業の新会社として、王子計測機器を設立。
- 1996年10月1日 - 新王子製紙が本州製紙を吸収合併のうえ、3代目王子製紙株式会社に商号変更。
- 1996年11月 - 新王子製紙がAdvance Agro社（タイ）と共同で、ノーカーボン生産会社を設立。
- 1997年1月29日 - 新王子製紙が、オーストラリアに植林事業の合弁会社を設立。
- 1997年7月1日 - 新王子製紙が青島法人を設立。
- 1997年11月 - 王子コーンスターチのタイ法人として、Thai Specialty Starch Co.,Ltd.を設立。
- 1998年3月20日 - 新王子製紙がチヨダコンテナーの新発行株式33.71%を引受け。
- 1998年5月 - 新王子製紙がALPACおよびCFIとの合弁事業を解消。
- 1998年10月1日 - グループ再編を実施。

| ① 王子木材、神崎林業、坂本木材、北王の4社合併、王子木材工業を設立。 ③ 本州コーポレーションが本州クリエイト建設と、本州ビル設計事務所を合併。 |  | ② 王子緑化、本州造林、本州緑化の3社合併、王子緑化を設立。 ④ 王子製紙の各地区統轄事業部の下に、段ボール新会社7社を設立。 |

- 1999年3月13日 - CFI事業から撤退。
- 1999年3月31日 - 王子フーズが解散。
- 1999年4月1日 - 段ボール事業の新会社として、王子紙器製造を設立。
- 1999年4月1日 - 王子不動産が、本州コーポレーションを合併。
- 1999年6月29日 - 社内カンパニー（特殊紙カンパニー・家庭用紙カンパニー）を導入。
- 1999年7月 - 北海道での物流会社として、北海道王子物流を設立。
- 1999年7月1日 - 神崎運輸が、王子海運（現：オーシャントランス）に商号変更。
- 1999年7月1日 - 王子製紙デザインセンターが開設。
- 1999年8月 - 王子製紙のベトナム法人として、Ojitex Holdings Co., Ltd.とOjitex (Vietnam) Co., Ltd.を設立。
- 1999年9月30日 - 王子製紙が、チヨダコンテナーの株式85.0％を取得。
- 1999年10月1日 - 高崎製紙と三興製紙が合併、高崎三興を設立。
- 1999年10月1日 - 北陽製紙、王子建材工業、新日本コアの3社合併、北陽製紙を設立。
- 1999年10月1日 - ホンインと王子紙器製造が合併、王子パッケージングを設立。

#### 2000年代
- 2000年2月21日 - 王子製紙がバンクーバー、バンコク、デュッセルドルフ、香港の各現地事務所を廃止。
- 2000年3月21日 - 王子製紙の管財室業務を、同社子会社の王子不動産に統合。
- 2000年3月21日 - 王子製紙が、オーストラリアにチップ生産・輸出会社を設立。
- 2000年4月1日 - 王子タック販売が王子化工、王子製紙神崎工場の粘着部門を統合、王子タックに商号変更。
- 2001年5月 - 王子製紙、高崎三興、中央板紙、北陽製紙の4社間で段ボール原紙の販売会社として、王子板紙を設立。
- 2001年10月1日 - 王子製紙パッケージカンパニーと段ボール会社7社の統合により、王子コンテナーを設立。
- 2002年10月1日 - 王子板紙が王子製紙の段ボール原紙製造部門、高崎三興、中央板紙、北陽製紙、オーアイアールを吸収[4]。持株会社へと移行した王子ホールディングスの会社ロゴ 4代目王子製紙の会社ロゴ 王子マテリアの会社ロゴ

持株会社へと移行した王子ホールディングスの会社ロゴ

4代目王子製紙の会社ロゴ

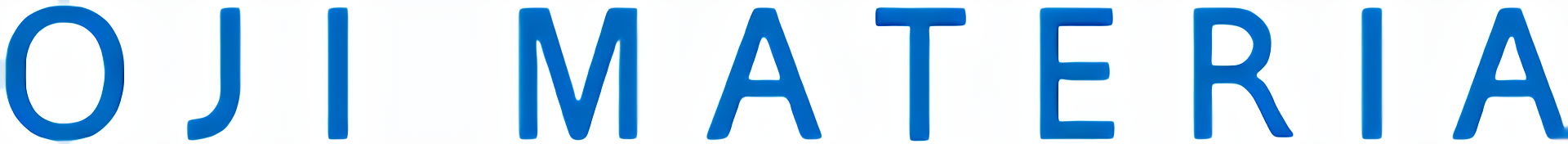
王子マテリアの会社ロゴ

- 2003年4月1日 - ネピアとホクシーが合併、王子ネピアを設立。
- 2003年4月 - 王子木材工業と王子緑化が合併、王子木材緑化を設立。
- 2004年10月1日 - 富士製紙が王子製紙の特殊紙及びフィルム事業部門を統合、王子特殊紙に商号変更。
- 2005年12月 - 段ボール業界第3位の森紙業グループ各社を買収[5]。
- 2007年10月26日 - 王子製紙が中国南通市の現地企業と共同で、江蘇王子製紙有限公司を設立。

#### 2010年代
- 2010年4月 - 王子製紙が、マレーシア最大の板紙・段ボールメーカーのGS Paper & Packaging Sdn. Bhd.（現：GSPP Holdings Sdn. Bhd.）、及び同社持株会社のPaperbox Holdings Ltd.を買収[6][7]。
- 2011年8月 - 王子製紙が、マレーシアの大手段ボールメーカーのHarta Packagingグループを買収[8][9]。
- 2011年9月29日 - 王子製紙がブラジルの大手パルプ・製紙メーカーのFibria Celulose S.A.より、感熱紙・ノーカーボン用紙の製造販売事業を買収[10]。
- 2012年6月12日 - 王子製紙が国際協力機構より、日伯紙パルプ資源開発の株式49.32%を取得[11]。
- 2012年10月1日 - 純粋持株会社体制に移行[12]。3代目王子製紙の事業部門を分社化のうえ、王子ホールディングス株式会社（王子HD）に商号変更[13]。

| ① 白板紙・包装用紙事業、パルプ事業：王子マテリア（旧王子板紙より商号変更） ③ イメージングメディア事業：王子イメージングメディア ⑤ コーポレートマネジメントグループの統括等：王子マネジメントオフィス ⑦ 機能材カンパニーの統括等：王子機能材事業推進センター |  | ② 新聞用紙事業、洋紙事業、パルプ事業：4代目王子製紙（旧王子製紙分割準備より商号変更） ④ 資源環境ビジネスカンパニーの統括等：王子グリーンリソース ⑥ 産業資材カンパニーの統括等：王子パックスパートナーズ（現：王子産業資材マネジメント） |

- 2014年2月1日 - 王子アドバが、同社子会社のニチパックを合併。
- 2014年3月17日 - 王子木材緑化がインドネシア法人（木材製品の商社）として、PT. Oji Forest Products Indonesiaを設立[14]。
- 2014年4月24日 - 王子HDがサリム・グループ（インドネシアの大手財閥）と、紙おむつ事業に係る現地合弁会社を設立することを発表[15]。
- 2014年10月31日 - 王子HDがマレーシアの紙おむつメーカーのPeople & Grit (M) Sdn. Bhd.の株式80.0%を取得[16]。
- 2014年12月 - 王子HDがCarta Holt Harvey Ltd.（豪州）より、ニュージーランドを拠点とするCarter Holt Harvay Pulp & Paper Ltd.（現：Oji Fibre Solutions (NZ) Ltd.）を買収[17][18]。
- 2014年12月2日 - 王子HDが中越パルプ工業と、資本業務提携[19]。
- 2014年12月15日 - 王子木材緑化、大手ハウスメーカーの住友林業、ミャンマーの家具メーカーのMoe Mya Chai Co., Ltd.の3社共同で、MOS Lumber Products Co., Ltd.を設立[20]。
- 2015年1月30日 - 王子グリーンリソースと大手エネルギー商社の伊藤忠エネクス（伊藤忠系）が共同電力販売会社として、王子・伊藤忠エネクス電力販売を設立[21][22]。
- 2016年2月26日 - 王子HDと大手総合商社の丸紅が共同で、マレーシアの段ボールメーカーのDazun Paper Industrial Company Sdn. Bhd.を買収[23]。
- 2016年3月1日 - 王子グリーンリソースと大手製紙会社の三菱製紙が共同バイオマス発電会社として、MPM王子エコエネルギーを設立[24]。
- 2016年5月1日 - 王子HDと中越パルプ工業が製袋事業を統合[25]、中間持株会社としてO&Cペーパーバッグホールディングスを設立。

| ① 王子HDと中越パルプ工業が共同で、O&Cペーパーバッグホールディングス（王子HD 55.0%、中越パルプ工業 45.0%）を設立。 |  | ② O&Cペーパーバッグホールディングスが、王子HDと中越パルプ工業の製袋事業子会社の経営管理機能を吸収。 |

- 2016年5月27日 - 王子HDが丸紅と共同で、感熱紙向け印刷会社のTele Paper (M) Sdn Bhd（マレーシア）を買収[26]。
- 2017年5月11日 - 王子ネピアと三菱製紙が、家庭紙分野の合弁事業化について合意[27]。

| ① 王子ネピアと三菱製紙が共同で、MPM王子ホームプロダクツ（王子ネピア 30.0%、三菱製紙 70.0%）を設立する。 |  | ② 2019年4月中をめどに、MPM王子ホームプロダクツは三菱製紙の八戸工場構内で事業を開始する。 |

- 2018年2月6日 - 王子HDが三菱製紙との資本業務提携を発表[28][29]。

#### 2020年代
- 2020年9月18日 - 王子HDと大手ガラス製品の石塚硝子が、紙容器事業の合弁契約を締結[30]。

| ① 石塚硝子が紙容器関連事業を分社化のうえ、新会社の株式40.0％を王子HDに譲渡。 |  | ② 新会社は石塚王子ペーパーパッケージングとして、同年9月23日より事業を開始する。 |

- 2021年5月13日 - 王子HDが日伯紙パルプ資源開発を完全子会社化[31]。
- 2022年9月1日 - 王子イメージングメディアが、高機能ラベル印刷加工のAdampak Pte. Ltd.（シンガポール）の全株式を取得[32]。
- 2023年2月22日 - 王子HDがCoesia S.p.A（イタリア）より、現地紙パックメーカーのIPI S.r.I.の全持分を取得[33]。
- 2023年5月10日 - 王子HDが丸彦渡辺建設の保有分全株式を、スーパーゼネコンの清水建設に譲渡[34]。
- 2023年10月23日 - 王子HDが米国の投資ファンドより、フィンランドを中心に包装資材の加工を手掛けるWalki Holding Oyを買収[35]。
- 2024年2月1日 - 王子HDが株式交換により、段ボールメーカーの森羽紙業を完全子会社化[36]。
- 2024年5月 - 王子マネジメントオフィスが日本最大の封筒メーカーのイムラと共同で、ベトナムの紙器メーカーのSonglam Trading and Packaging Production JSCを買収[37]。
- 2024年9月1日 - 王子ネピアが、国内の子供向け紙おむつ事業を終了[38]。
- 2024年9月1日 - 王子マネジメントオフィスがチューエツの全株式を、タイヘイに売却[39]。

## 純粋持株会社
王子ホールディングス株式会社【東証プライム・3861】- グループの経営管理等
カンパニー統括会社
- 王子産業資材マネジメント株式会社（「OSM」、王子HD 100.0%）- 産業資材カンパニーの統括
- 株式会社王子機能材事業推進センター（「王子機能材」、王子HD 100.0%）- 機能材事業カンパニーの統括
- 王子グリーンリソース株式会社（「OGR」、王子HD 100.0%）- 資源環境ビジネスカンパニーの統括
- 王子マネジメントオフィス株式会社（「OMO」、王子HD 100.0%）- コーポレートマネジメントグループの統括

地域統括会社
- 王子製紙管理（上海）有限公司（王子HD 100.0%）- 中国地域の統括
- Oji Asia Management Sdn. Bhd.（王子HD 100.0%）- 産業資材を除く東南アジア地域の統括
- Oji Asia Packaging Sdn. Bhd.（王子HD 100.0%）- 東南アジア地域の統括

## 産業資材カンパニー
ティッシュ、紙おむつ、段ボール、紙袋等のパッケージング関連製品事業

### 総合包装用途紙素材
王子マテリア株式会社（王子HD 100.0%）- 国内最大手の板紙・包装紙メーカー
| - 北陽紙工株式会社（王子マテリア 100.0%） - 佐賀板紙株式会社（王子マテリア 100.0%） - 宇都宮王子紙業株式会社（王子マテリア 100.0%） - 富士王子紙業株式会社（王子マテリア 100.0%） - 岐阜王子紙業株式会社（王子マテリア 100.0%） - 愛知王子紙業株式会社（王子マテリア 100.0%） - 呉王子紙業株式会社（王子マテリア 100.0%） |  | - 新日本フエザーコア株式会社（旭洋との共同出資） - 釧路王子紙業株式会社（王子マテリア 100.0%） - 江戸川王子紙業株式会社（王子マテリア 100.0%） - 松本王子紙業株式会社（王子マテリア 100.0%） - 大井製紙株式会社（王子マテリア 100.0%） - 大阪王子紙業株式会社（王子マテリア 100.0%） - 大分王子紙業株式会社（王子マテリア 100.0%） |

### 段ボール事業
王子コンテナー株式会社（OSM 100.0%）- 大手段ボールメーカー
| - ムサシ王子コンテナー株式会社（王子コンテナー 100.0%） - 関東パック株式会社（王子コンテナー 100.0%） - 本州リーム株式会社（王子コンテナー 60.0%、長瀬産業 40.0%） - 千代田明和ダンボール株式会社（王子コンテナー 55.0%、丸紅フォレストリンクス 45.0%） - 日本青果包装株式会社（王子コンテナー 100.0%） |  | - 協同紙工株式会社（王子コンテナー 100.0%） - 協同日之出産業株式会社（協同紙工 100.0%） - 宮崎紙業株式会社（協同紙工 100.0%） - 関西パック株式会社（王子コンテナー 100.0%） - 和歌山王子コンテナー株式会社（王子コンテナー 100.0%） - 南通王子過濾製品有限公司（王子コンテナー 100.0%）- 南通市法人 |

森紙業株式会社（OSM 100.0%）- 段ボールメーカー
| - 森紙販売株式会社（森紙業 100.0%） - 北海道森紙業株式会社（森紙業 100.0%） - 東北森紙業株式会社（森紙業 100.0%） - 仙台森紙業株式会社（森紙業 100.0%） - 常陸森紙業株式会社（森紙業 100.0%） - 群馬森紙業株式会社（森紙業 100.0%） - 鳥取森紙業株式会社（森紙業 100.0%） - 四国森紙業株式会社（森紙業 100.0%） - 株式会社アイパックス（森紙業 100.0%） |  | - 長野森紙業株式会社（森紙業 100.0%） - 新潟森紙業株式会社（森紙業 100.0%） - 静岡森紙業株式会社（森紙業 100.0%） - 東海森紙業株式会社（森紙業 100.0%） - 北陸森紙業株式会社（森紙業 100.0%） - 九州森紙業株式会社（森紙業 100.0%） - フジ株式会社（森紙業 100.0%） - 大連三井森包装有限公司（三井物産との共同出資）- 大連市法人 |

王子インターパック株式会社（OSM 100.0%）- 強化段ボールメーカー
| - Oji Interpack Korea Ltd.（王子インターパック 100.0%）- 韓国法人 - Oji Interpack Singapore Pte. Ltd.（王子インターパック 100.0%）- シンガポール法人 - Oji Interpack India Pvt. Ltd.（王子インターパック 100.0%）- インド法人 |  | - 蘇州王子包装有限公司（王子コンテナーとの共同出資）- 蘇州市法人 - 王子包装科技（重慶）有限公司（蘇州王子包装 100.0%）- 重慶市法人 - Oji Interpack Vietnam Co., Ltd.（王子インターパック 100.0%）- ベトナム法人 |

Paperbox Holdings Ltd.（Oji Asia Packaging 100.0%）- 持株会社
- GSPP Holdings Sdn. Bhd.（Paperbox HD 100.0%）- GSPPグループの統括

| - GS Paperboard & Packaging Sdn. Bhd.（GSPP HD 100.0%）- マレーシア最大手の板紙・段ボールメーカー |  | - Oji GS Packaging (Yangon) Co., Ltd.（GSPP HD 100.0%）- マレーシア法人 - GS Paperboard & Packaging (Selangor) Sdn. Bhd.（GSPP HD 100.0%）- マレーシア法人 |

HPI Resources Bhd.（Oji Asia Packaging 100.0%）- Harta Packagingグループの統括
| - Harta Packaging Industries Sdn. Bhd.（HPI 100.0%）- マレーシアの大手段ボールメーカー - Harta Packaging Industries (Selangor) Sdn. Bhd.（HPI 100.0%）- マレーシア法人 - Chiga Light Industries Sdn. Bhd.（HPI 100.0%）- マレーシア法人 - Harta Packaging Industries (Cambodia) Ltd.（HPI 100.0%）- カンボジア法人 - Oji Packaging (Cambodia) Co., Ltd.（HPI 100.0%）- カンボジア法人 |  | - Harta Packaging Industries (Perak) Sdn. Bhd.（HPI 100.0%）- マレーシア法人 - Trio Paper Mills Sdn. Bhd.（HPI 100.0%）- マレーシア法人 - Harta Fleksipak Sdn. Bhd.（HPI 100.0%）- マレーシア法人 - Ojitex Harta Packaging (Sihanoukville) Ltd.（HPI 100.0%）- カンボジア法人 - United Kotak Bhd.（HPI 100.0%）- マレーシア法人 |

| - Ojitex (Vietnam) Co., Ltd.（王子HD 100.0%）- ベトナムの段ボールメーカー - Ojitex Haiphong Co., Ltd.（王子HD 100.0％）- ベトナムの段ボールメーカー |  | - S.Pack & Print Public Co., Ltd.（王子HD 75.7%）- タイの段ボールメーカー - Oji India Packaging Pvt. Ltd.（王子HD 100.0％）- インドの段ボールメーカー |

### 製袋事業
O&Cペーパーバッグホールディングス株式会社（「O&C HD」、OSM 55.0%、中越パルプ工業 45.0%）- 製袋事業の統括
- 王子製袋株式会社（O&C HD 100.0%）- 製袋加工事業

| - 株式会社楠見製袋所（王子製袋 100.0%） - 王子包装（上海）有限公司（王子製袋 91.9%）- 上海市法人 |  | - 北海道王子製袋株式会社（王子製袋 100.0%） - 株式会社ヘビーデューティ・バッグ・パートナーズ（日本マタイ他との共同出資） |

- 中部紙工株式会社（O&C HD 100.0%）- 製袋加工事業

| - Japan Paper Technology (VN) Co., Ltd.（日商岩井紙パルプとの共同出資）- ベトナム法人 |  | - J・P・T Dong Nai (VN) Co., Ltd.（日商岩井紙パルプとの共同出資）- ベトナム法人 |

- 中越パッケージ株式会社（O&C HD 100.0%）- 製袋加工事業
  - 中央紙工株式会社（中越パッケージ 100.0%）

王子アドバ株式会社（OSM 100.0%）- 製袋加工事業

### 紙器加工事業
| - 九州パッケージ株式会社（OSM 100.0%）- 紙器加工事業 - IPI S.r.l.（王子HD 100.0％）- イタリア法人 |  | - 王子パッケージング株式会社（OSM 100.0%）- 紙器加工事業 - 石塚王子ペーパーパッケージング株式会社（王子HD 40.0%、石塚硝子 60.0%）- 紙容器関連事業 |

## 生活消費財カンパニー
「napia」ブランドの展開等
王子ネピア株式会社（王子HD 100.0%）- 大手衛生用品メーカー
| - 四国特紙株式会社（王子ネピア 100.0%） - MPM王子ホームプロダクツ株式会社（王子ネピア 30.0%、三菱製紙 70.0%） |  | - Oji Asia Household Product Sdn. Bhd.（王子ネピア 100.0%）- マレーシア法人 - OAHP Marketing Sdn. Bhd.（Oji AHP 100.0%） |

PT Oji Indo Makmur Perkasa（王子HD 50.0%、サリムグループ 50.0%）- インドネシアの子供向け紙おむつメーカー
Pt Indo Oji Sukses Pratama（王子HD 51.0%、サリムグループ 49.0%）- インドネシアの子供向け紙おむつの販売

## 機能材カンパニー
レシート等に用いられる感熱紙やラベル等の粘着製品、フィルム製品、特殊紙事業

### 特殊紙事業
王子エフテックス株式会社（王子HD 100.0%）- 総合特殊紙メーカー
| - 江別王子紙業株式会社（王子エフテックス 100.0%） |  | - 陽光王子（寿光）特殊紙有限公司（王子エフテックス 40.0％）- 寿光市法人 |

### 粘着事業
| 王子タック株式会社（王子機能材 100.0%）- 粘着製品をはじめとした総合加工メーカー |  | 新タック化成株式会社（王子機能材 100.0%）- 粘着製品の総合加工メーカー |

### 不織布事業
王子キノクロス株式会社（王子機能材 100.0%）- エアレイド不織布の専門メーカー
| - 王子タイムリー株式会社（王子キノクロス 100.0%） - キノクロス加工株式会社（王子キノクロス 100.0%） |  | - 王子奇能紙業（上海）有限公司（王子キノクロス 74.0%、王子HD 26.0%）- 上海市法人 |

### 感熱・フィルム事業
王子計測機器株式会社（OMO 100.0%）- 生化学・物理情報関連機器のメーカー
王子イメージングメディア株式会社（「OIM」、王子HD 100.0%）- 大手情報用紙メーカー
| - 神崎王子紙業株式会社（OIM 100.0%） - Kanzaki Specialty Papers Inc.（OIM 100.0%）- 米国法人 - Oji Paper (Thailand) Ltd.（OIM 100.0%）- タイ法人 - Oji Papéis Especiais Ltda.（OIM 100.0%）- ブラジル法人 |  | - KANZAN Spezialpapiere GmbH（OIM 100.0%）- ドイツ法人 - Oji Label (Thailand) Ltd.（OIM 100.0%）- タイ法人 - Hyper-Region Labels Sdn. Bhd.（OIM 100.0%）- マレーシア法人 |

- Tele-Paper (M) Sdn. Bhd.（OIM 100.0%）- マレーシアを中心とした感熱紙の断裁加工

| - Sonofax Sdn. Bhd.（Tele-Paper 100.0%）- マレーシア法人 - SRE-Marketing Sdn. Bhd.（Tele-Paper 100.0%）- マレーシア法人 |  | - Ge-Pap Sdn. Bhd.（Tele-Paper 100.0%）- マレーシア法人 - SPNL Print Sdn. Bhd.（Tele-Paper 100.0％）- マレーシア法人 |

- Adampak Pvt Ltd.（OIM 100.0%）- シンガポールを中心とした高機能ラベル印刷加工事業の統括

| - Adampak & Print (Philippines) Inc.（Adampak 100.0%）- フィリピン法人 - Adampak (Suzhou) Co., Ltd.（Adampak 100.0%）- 蘇州市法人 - Adampak (Thailand) Ltd（Adampak 100.0％）- タイ法人 - PT. Modagrafics Auto Indonesia（Adampak 100.0%）- インドネシア法人 |  | - Aident Corporataion Sdn. Bhd.（Adampak 100.0%）- マレーシア法人 - Aident Corporation (KL) Sdn. Bhd.（Aident Corp. 100.0%）- マレーシア法人 - AG Label Sdn. Bhd.（Aident Corp. KL 100.0%）- マレーシア法人 |

## 資源環境ビジネスカンパニー
製紙原料のパルプや電力・木材製品等、木材資源を活かした様々な事業

### 木材・パルプ事業
王子木材緑化株式会社（OGR 100.0%）- 木材・パルプ事業
| - 王子フォレストリー株式会社（王子木材緑化 100.0%） - 王木住宅資材株式会社（王子木材緑化 100.0%） - 函館北斗王子林産株式会社（王子木材緑化 100.0%） - 大和砕石工業株式会社（王子木材緑化 100.0%） - 日向林産株式会社（王子木材緑化 100.0%） |  | - 王子与志本林業株式会社（王子木材緑化 100.0%） - 王子与志本製材株式会社（王子与志本林業 100.0%） - 金山礦産株式会社（王子木材緑化 100.0%） - 下北王子林産株式会社（王子木材緑化 100.0%） |

日伯紙パルプ資源開発株式会社（王子HD 97.7%、OGR 2.3%）- 持株会社
- Celulose Nipo-Brasileira S.A.（日伯紙パルプ資源開発 100.0%）- ブラジルの木材・パルプ事業、植林事業

| - Cenibra Logistica Ltda.（Celulose 100.0%）- ブラジル法人 - Cenibra International Ltd.（Celulose 100.0%）- ブラジル法人 |  | - Cenibra Trading Ltd.（Celulose 100.0%）- ブラジル法人 - Cenibra, Inc.（Celulose 100.0%）- ブラジル法人 |

Pan Pac Forest Products Ltd.（OGR 100.0%）- ニュージーランドの木材・パルプ事業

### 植林事業
クイニョン植林株式会社（双日との共同出資）- 植林事業の統括
| - Quy Nhon Plantation Forest Company of Vietnam Ltd（クイニョン植林 49.0%）- ベトナム法人 |  | - BINH DINH CHIP CORPORATION（クイニョン植林 100.0%）- ベトナム法人 |

Panindo Investment Pte. Ltd.（王子HD 100.0%）- 持株会社
- PT. Korintiga Hutani（Panindo Investment 80.0%）- インドネシアの植林事業

OCMファイバートレーディング株式会社（王子HD、中越パルプ工業、三菱製紙の共同出資）- 輸入チップの調達等

### 商事
王子コーンスターチ株式会社（OMO 60.0%、三井物産 40.0%）- コーンスターチ等の糖化製品メーカー

王子エコマテリアル株式会社（OGR 100.0%）- 調達および商事関連
| - 旭進紙業株式会社（王子エコマテリアル 100.0%） - 王子通商株式会社（王子エコマテリアル 100.0%） |  | - 王子斎藤紙業株式会社（王子エコマテリアル 100.0%） - 王子浮間古紙センター株式会社（王子斎藤紙業 100.0） |

王子製紙国際貿易（上海）有限公司（OGR 74.0%、王子HD 26.0%）- 上海市法人

### エネルギー事業
| - 王子グリーンエナジー白糠株式会社（OGR 100.0%）- 太陽光発電事業 - 王子グリーンエナジー日南株式会社（OGR 100.0%）- バイオマス発電事業 - MPM王子エコエネルギー株式会社（OGR 55.0%、三菱製紙 45.0%）- バイオマス発電事業 |  | - 王子グリーンエナジー徳島株式会社（OGR 80.0%）- バイオマス発電事業 - 王子グリーンエナジー江別株式会社（OGR 100.0%）- バイオマス発電事業 - 王子・伊藤忠エネクス電力販売株式会社（OGR 40.0%、伊藤忠エネクス 60.0%）- 電力販売事業 |

## 印刷情報メディアカンパニー
新聞や雑誌・書籍の用紙、コピー用紙等、印刷文化に関わる「紙」を取扱う事業
王子製紙株式会社（王子HD 100.0％）- 王子グループの中枢会社、国内最大手の製紙業者
| - 苫小牧王子紙業株式会社（王子製紙 100.0%） - 飫肥通産株式会社（王子製紙 100.0%） - 株式会社苫小牧協和サービス（王子製紙 100.0%） - O&Cアイボリーボード株式会社（王子製紙 50.0%、中越パルプ工業 50.0%）- 高級白板紙事業 |  | - 王子紙業株式会社（王子製紙 100.0%） - 米子王子紙業株式会社（王子製紙 100.0%） - 富岡王子紙業株式会社（王子製紙 100.0%） - 日南王子紙業株式会社（王子製紙 100.0%） - 江蘇王子製紙有限公司（王子製紙 90.0%）- 南通市法人 |

## コーポレートマネジメントグループ
王子グループの総合力を支える様々な事業

### 商社
旭洋株式会社（王子HD 90.0%、中越パルプ工業 10.0%）- 総合商社
| - 旭リスター株式会社（旭洋 100.0%） - ユーコー商事株式会社（旭洋 100.0%） - サンライズパッケージ株式会社（旭洋 100.0%） - サンプロト株式会社（旭洋 100.0%） - 旭栄物流株式会社（旭洋 100.0%） |  | - 株式会社ギンポーパック（旭洋 100.0%） - 株式会社ワークキャム（ギンポーパック 100.0%） - 株式会社テコルト（旭洋 100.0%） - 富士加工株式会社（旭洋 100.0%） |

### 紙・パルプ
王子オセアニアマネジメント株式会社（王子HD 100.0%）- 持株会社
- Oji Oceania Management (NZ) Ltd.（王子オセアニアマネジメント 100.0%）- 持株会社

| - Oji Fibre Solutions (NZ) Ltd.（OML 100.0%） - Oji Fibre Solutions (AUS) Pty. Ltd.（OML 100.0%） - Oji Cardboard Carton Solutions Pty. Ltd.（OML 100.0%） |  | - Oji Foodservice Packaging Solutions (AUS) Pty. Ltd.（OML 100.0%） - Oji Fibre Solutions (QLD) Pty. Ltd.（OML 100.0%） |

| - 株式会社岡山製紙【東証スタンダード・3892】（王子HD 49.2%）- 産業資材事業 - 三菱製紙株式会社【東証プライム・3864】（王子HD 33.0％）- 紙・パルプ・写真感光材料事業等 |  | - 中越パルプ工業株式会社【東証プライム・3877】（王子HD 21.05%）- 紙パルプ事業、発電事業等 - 株式会社ユポ・コーポレーション（王子HD 50.0%、三菱ケミカル 50.0%）- 合成紙「ユポ」の販売等 |

### 不動産関連
| - 王子不動産株式会社（OMO 100.0%）- 不動産業 - 株式会社王子ホール（OMO 100.0%）- コンサートホールの管理運営など |  | 株式会社ホテルニュー王子（OMO 100.0%）-「グランドホテルニュー王子」の運営など |

### メディカル
| 医療法人王子総合病院（OMO 100.0%）-「王子総合病院」の管理運営等 |  | 王子ファーマ株式会社（OMO 100.0%）- 医薬品メーカー |

### 保険
王子製紙保険サービス株式会社（OMO 100.0%）- 保険代理業

### フェリー
オーシャントランス株式会社（王子HD、日本郵船、東京海上日動火災保険他との共同出資） - フェリー事業等

## シェアードサービス会社群
シェアードサービスの提供等
王子物流株式会社（王子HD 100.0％）- 3PL事業
| - 王子陸運株式会社（王子物流 100.0%） |  | - 平田倉庫株式会社（日本紙パルプ商事、三井住友海上火災保険との共同出資） |

王子エンジニアリング株式会社（王子HD 100.0％）- エンジニアリング業務等
| - 王子工営北海道株式会社（王子エンジニアリング 100.0%） - 王子工営中部株式会社（王子エンジニアリング 100.0%） |  | - 王子工営関東株式会社（王子エンジニアリング 100.0%） |

王子ビジネスセンター株式会社（王子HD 100.0％）- 情報処理
王子ヒューマンサポート株式会社（王子HD 100.0％）- 人事業務の請負